# Елена Деле Дон
Елена Деле Дон (енгл. Elena Delle Donne; Вилмингтон, 5. септембар 1989) је америчка кошаркашица која игра кошарку у оквиру Женске националне кошаркашке асоцијације за клуб Вашингтон мистикс.

## Младост
Елена је рођена 5. септембра 1989. године у Вилмингтону. Још као дете показивала је таленат за кошарку и борила се против наглог раста пре тинејџерских дана. Има старију сестру Лизи која је рођена слепа и глува, а такође има целебралну парализу и аутизам.

## Кошарка у средњој школи
Стекла национално признање као средњошколска кошаркашка звезда у Ursuline Academy коју је похађала у Вилмингтону. Она је водила свој тим до државног шампионата. Била је прва и једина кошаркашица Ursuline Academy која је тако брзо забележила више од 2.000 поена у каријера и такође оборила националних рекорд у погођеним шутевима за три поена, у сезони 2015/2016 године. Позвана је од стране WBCA свеамеричке оргнизације где је 2007. годне на средњошколском WBCA турниру постигла 17. поена и освојила МВП признање.
Поред кошарке, у средњој школи играла је и одбојку. Освојила је са својим тимом државни шампионат у одбојци 2007. године.

## Каријера на колеџу
Након одличне кошаркашке каријере у средњој школи, добила је стипендију за школовање на Универзитети Конектитут. Почетком јуна 2008. године напустила је летњу школу Конектитут универзитета у Сторсу, после само два дана похађања, јер није била спреман да се одвоји од породице. Елена је доста блиска са својом породицом, нарочитом са старијом сестром Лизи, која има целебралну парализу, а рођена је слепа и глува. Због везаности за породицу, сличну паузу је направила и у средњој школи током 2007. године.
Одлучила је, 2. јуна 2009. године, да игра кошарку за тим Блу Хенс.

## WNBA каријера
Након каријере у средњој школи, Елена је заиграла за Чикаго скај у сезони 2012. године. У њеној првој утакмици постигла је 22 поена против тима Биртини гринер и исто толико у другом мечу против Финикс меркурија. У сезони 2014. године играла је само 16 утакмица. Током плеј-офа помогла је свом тиму да победи Аталанту дрим у првој рунди, постигавши са 34 постигнтих поена. Свој тим водила је до WNBA финала где су изгубили од Финикс меркурија.
2017. године напустила је Чикаго скај и заиграла за Вашингтом мистик. 14. маја 2017. године одиграла је прву утакмицу за Вашингтон мистик на којој је постигла 26 поена и водила свој тим до победе против Сан Антонио старса. 19. маја 2017. године постигла је 27 поена, највише у сезони, када је њен тим изгубио од Лос Анђелес спаркса.

## Каријера ван Сједињених Држава
Као и већина кошаркашица из WNBA, Елена је током паузе WNBA шампионата играла ван државе. Прво је паузе користила да би водила рачуна о својој болесној сестри Лизи, да би 2017. године склопила уговор са кинеским тимом Шанси, са којим је играла све док јој се није развила лајмска болест, због које је морала да се врати у Сједињене Државе.

## Приватан живот
Елена је рођена 5. септембра 1989. године у Вилмингтону. Њен отац Ерни има своју грађевинску фирму, а мајка Џони је домаћица. Њен старији брат Гене играо је фудбал ма колеџу. Након дипломирања 2009. године, Елена се вратила у Вилмингтон да би радила у компанији свог оца. Елени је, 2008. године, дијагностикована лајмска болест.
Са својом партнерком Амандом Клифтон најавила је веридбу августа 2016. године у магазину Vogue, а венчала се 3. новембра 2017. године.

## Статистика

### Колеџ
| Сезона   | Екипа           | ОУ  | СУ  | МПУ  | ПШ%  | 3П%  | СБ%  | СПУ  | АПУ | УПУ | БПУ | ППУ  |
| -------- | --------------- | --- | --- | ---- | ---- | ---- | ---- | ---- | --- | --- | --- | ---- |
| 2009-10  | Delaware        | 29  | 28  | 37.5 | 47.9 | 41.3 | 89.8 | 8.8  | 1.9 | 1.3 | 2.0 | 26.7 |
| 2010-11  | Delaware        | 22  | 21  | 35.6 | 41.9 | 35.0 | 94.4 | 7.8  | 1.8 | 0.9 | 2.6 | 25.3 |
| 2011-12  | Delaware        | 33  | 32  | 33.8 | 52.0 | 41.3 | 88.9 | 10.3 | 2.2 | 1.1 | 2.6 | 28.1 |
| 2012-13  | Delaware        | 30  | 30  | 33.0 | 48.7 | 45.2 | 92.1 | 8.5  | 1.8 | 0.9 | 2.3 | 26.0 |
| Каријера | 4 година, 1 тим | 114 | 111 | 34.9 | 48.1 | 40.9 | 91.0 | 8.9  | 1.9 | 1.0 | 2.3 | 26.7 |

### WNBA сезона
|  | WNBA рекорд |

| Сезона   | Екипа            | ОУ  | СУ  | МПУ  | ПШ%  | 3П%  | СБ%  | СПУ | АПУ | УПУ | БПУ | ППУ  |
| -------- | ---------------- | --- | --- | ---- | ---- | ---- | ---- | --- | --- | --- | --- | ---- |
| 2013     | Чикаго скај      | 30  | 30  | 31.4 | 42.6 | 43.8 | .929 | 5.6 | 1.8 | .7  | 1.8 | 18.1 |
| 2014     | Чикаго скај      | 16  | 9   | 25.4 | 42.9 | 36.4 | 93.3 | 4.0 | 1.1 | .6  | 1.4 | 17.9 |
| 2015     | Чикаго скај      | 31  | 31  | 33.3 | 46.0 | 31.3 | 95.0 | 8.4 | 1.4 | 1.1 | 2.0 | 23.4 |
| 2016     | Чикаго скај      | 28  | 28  | 33.1 | 48.5 | 42.6 | 93.5 | 7.0 | 8   | 1.4 | 1.5 | 21.5 |
| 2017     | Вашингтон мистик | 25  | 25  | 30.3 | 49.4 | 38.8 | 95.3 | 6.8 | 1.6 | .8  | 1.4 | 19.7 |
| Каријера | Каријера         | 130 | 123 | 31.3 | 46.1 | 38.2 | 94.1 | 6.6 | 1.6 | .8  | 1.7 | 20.4 |

### WNBA плеј-оф
| Сезона   | Екипа            | ОУ | СУ | МПУ  | ПШ%  | 3П%  | СБ%  | СПУ | АПУ | УПУ | БПУ | ППУ  |
| -------- | ---------------- | -- | -- | ---- | ---- | ---- | ---- | --- | --- | --- | --- | ---- |
| 2013     | Чикаго скај      | 2  | 2  | 32.0 | .381 | 0.0  | 91   | 3.5 | 2.0 | 0.5 | 2.0 | 15.0 |
| 2014     | Чикаго скај      | 9  | 9  | 31.0 | 48.2 | 37.9 | 91.9 | 3.3 | 1.6 | 0.3 | 1.5 | 16.8 |
| 2015     | Чикаго скај      | 3  | 3  | 36.3 | 50.0 | 43.8 | 91   | 6.3 | 2.0 | 0.7 | 1.0 | 21.7 |
| 2017     | Вашингтон мистик | 5  | 5  | 34.8 | 44.9 | 44.4 | 95.7 | 8.0 | 2.0 | 0.0 | 0.8 | 20.0 |
| Каријера | 4 године, 2 тима | 19 | 19 | 32.8 | 46.7 | 39.4 | 95.3 | 5.1 | 1.8 | 0.3 | 1.3 | 18.2 |

## Спољашне везе
- Званични веб-сајт
- Елена Деле Дон на веб-сајту
- Елена Деле Дон на веб-сајту